# Franziska Walser

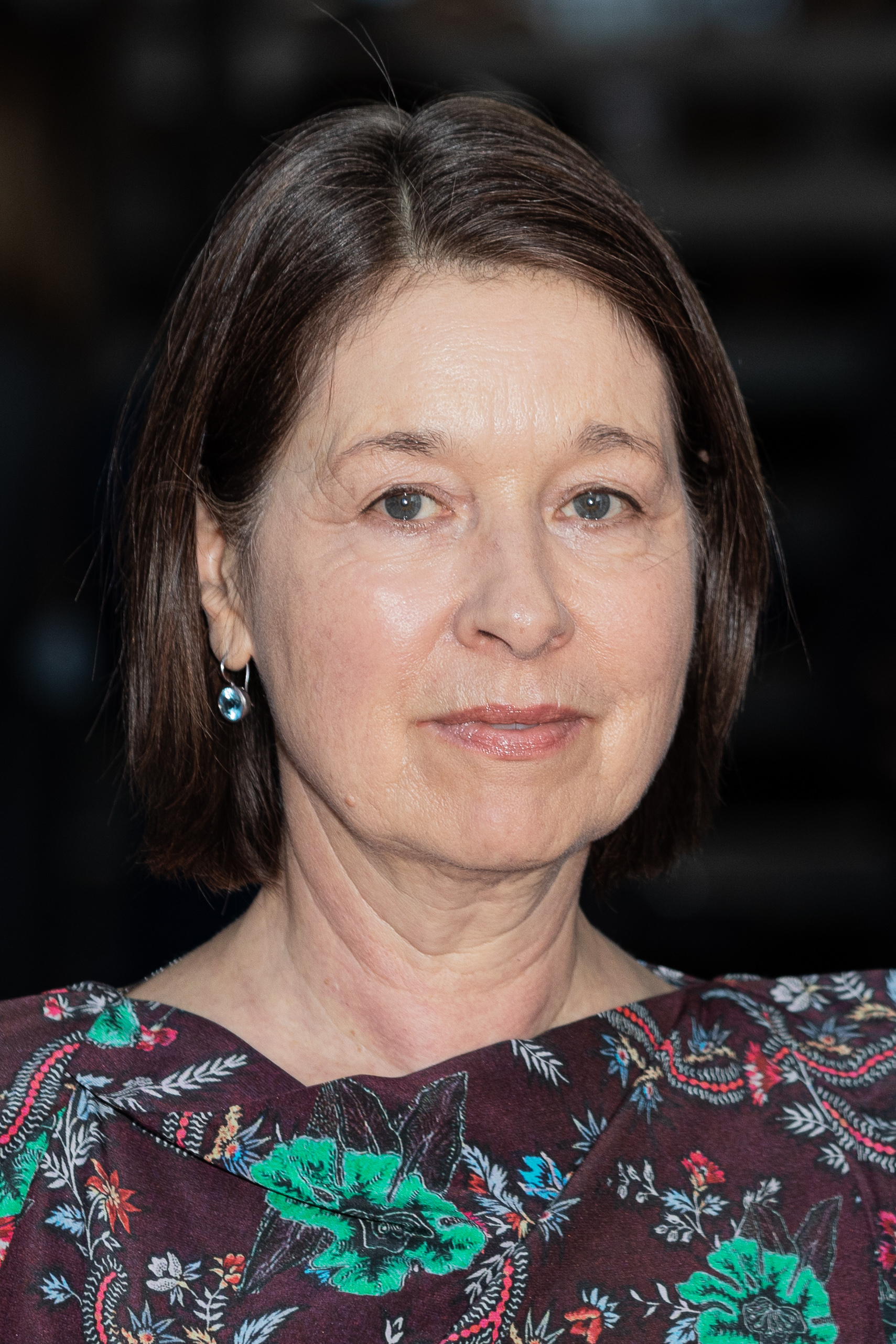
Franziska Walser, 2019

Franziska Walser (geboren am 23. März 1952 in Stuttgart) ist eine deutsche Theater- und TV-Schauspielerin.

## Leben

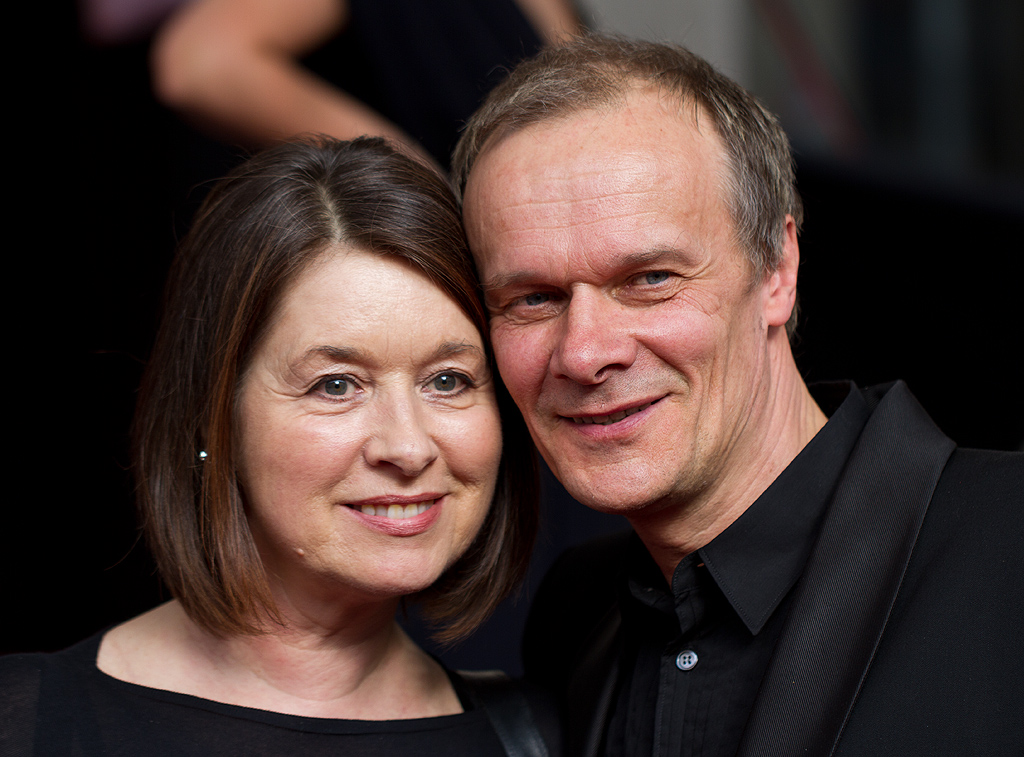
Franziska Walser und ihr Mann Edgar Selge, 2012

Franziska Walser ist die älteste von vier Töchtern des Schriftstellers Martin Walser und Katharina „Käthe“ Neuner-Jehle. Sie wuchs am Bodensee auf. Nach dem Abitur absolvierte sie von 1972 bis 1975 eine Schauspielausbildung an der Otto-Falckenberg-Schule in München. Hier lernte sie Edgar Selge kennen, mit dem sie seit 1985 verheiratet ist und einen Sohn und eine Tochter hat.
Ihr Schauspieldebüt gab Franziska Walser 1974 am Staatstheater Stuttgart. Nach einem kurzen Zwischenspiel am Hamburger Schauspielhaus gehörte sie von 1976 bis 2001 zum Ensemble der Münchner Kammerspiele. Ab 2002 arbeitet sie frei. Nach diversen Gastspielen in Berlin, Köln u. a. gehörte sie ab 2005 zum festen Ensemble des Schauspielhauses Zürich. In der Spielzeit 2013/14 spielte sie gemeinsam mit ihrem Ehemann Edgar Selge im Ensemble des Staatsschauspiels Stuttgart. Neben ihren vielen Theaterengagements und Filmrollen bestreitet Franziska Walser auch Lesungen.
Franziska Walser und Edgar Selge sind aktive Mitglieder von BASTA – Das Bündnis für psychisch erkrankte Menschen, einer Kampagne gegen die Stigmatisierung psychisch Erkrankter.
Zusammen mit ihrem Mann und ihrem Vater unterschrieb sie 1996 die Frankfurter Erklärung zur Rechtschreibreform.
Sie ist Erstunterzeichnerin des in der Zeitschrift Emma veröffentlichten Offenen Briefs an Bundeskanzler Scholz vom 29. April 2022, der sich gegen Waffenlieferungen an die Ukraine ausspricht, aus Sorge vor einem Dritten Weltkrieg im Kontext des Russischen Überfalls auf die Ukraine 2022.

## Theaterengagements
- Württembergisches Staatstheater Stuttgart (1974/75)
- Deutsches Schauspielhaus, Hamburg (1975/76)
- Münchner Kammerspiele
- Schauspielhaus Zürich
- Schauspiel Frankfurt

## Filmografie (Auswahl)
- 1982: Bekenntnisse des Hochstaplers Felix Krull (Fernsehfünfteiler, 5 Folgen)
- 1987: S.A.M. – Reise Durch Die Zeit (Top Kids)
- 1988: Einstweilen wird es Mittag
- 1988: Der schöne Mann
- 1988–2010: Der Alte (Fernsehserie, verschiedene Rollen, 3 Folgen)
- 1988: Der Alte – Folge 129: Brief eines Toten
- 1991: Erfolg (Kino)
- 1991: Derrick (Fernsehserie, Folge Isoldes tote Freunde)
- 1992: Abgetrieben
- 1992: Der Affe Gottes
- 1995: Café Meineid (Fernsehserie, Folge A bissl anders)
- 1997: Der Bulle von Tölz – Leiche dringend gesucht (Fernsehreihe)
- 1997: Porträt eines Richters
- 1999: Die Rache der Carola Waas
- 2000: Zwei Brüder – Mörderische Rache (Fernsehreihe)
- 2000: Fast ein Gentleman – Der Rotlichtphilosoph (Fernsehreihe)
- 2000: Tatort – Bienzle und das Doppelspiel (Fernsehreihe)
- 2001: Suck My Dick (Kino)
- 2001: Oh du Liebezeit
- 2001: Polizeiruf 110 – Gelobtes Land (Fernsehreihe)
- 2002: Im Chaos der Gefühle
- 2002: Ich habe es nicht gewollt
- 2003: Verschwende deine Jugend (Kino)
- 2004: Ich will laufen – Der Fall Dieter Baumann
- 2004: Polizeiruf 110 – Vater Unser
- 2005: Wilsberg – Schuld und Sünde (Fernsehreihe)
- 2005: Der letzte Tanz
- 2005: Im Schwitzkasten (Kino)
- 2005: Der Elefant – Mord verjährt nie (Fernsehserie, Folge Nichts als die Wahrheit)
- 2006: Die Rosenheim-Cops (Fernsehserie, Folge Der Wolf im Schafspelz)
- 2006: Polizeiruf 110 – Traumtod
- 2006: Tod einer Freundin
- 2007: Ohne einander
- 2007: Späte Aussicht
- 2007: Reine Geschmacksache (Kino)
- 2007: Tatort – Unter uns
- 2008: Mein Mann, der Trinker
- 2009: Kreuzfahrt ins Glück – Hochzeitsreise nach Sambia (Fernsehreihe)
- 2009: Ein halbes Leben
- 2009: Kommissar Stolberg (Fernsehserie, Folge Requiem)
- 2010: Der Alte – Folge 348: Dunkelziffer
- 2010: Ein Praktikant fürs Leben
- 2011: Lisas Fluch
- 2011: Tatort – Rendezvous mit dem Tod
- 2011: Der Duft von Holunder
- 2011: Engel der Gerechtigkeit
- 2014: Die Fremde und das Dorf
- 2015: Nie mehr wie immer
- 2016: Ein Geheimnis im Dorf – Schwester und Bruder
- 2016: Die Büffel sind los! (Fernsehfilm)
- 2017: Treibjagd im Dorf
- 2017: So auf Erden
- 2018: Der Mordanschlag (Fernsehzweiteiler)
- 2020: Letzte Spur Berlin – Urvertrauen
- 2020: Irgendwann ist auch mal gut
- 2020: Ein Sommer an der Moldau
- 2023: Aufgestaut (Fernsehserie, drei Folgen)

## Auszeichnungen
- 1980: Theater-Förderpreis der Stadt München[7]
- 1990: Bayerischer Filmpreis als beste Darstellerin für Erfolg
- 2010: Grimme-Preis für ihre Darstellung in Ein halbes Leben